# Henry Albrecht
Henry Albrecht (* 30. April 1857 in Memel in Ostpreußen; † 10. September 1909 in Possenhofen) war ein deutscher Maler und Zeichner.

## Leben
Henry Albrecht, Sohn eines Kaufmanns, bildete sich zunächst als Maschinenbauer aus, wechselte dann jedoch an die Berliner Kunstakademie, wo er mit Unterbrechungen von 1876 bis 1881 bei Julius Ehrentraut, Paul Thumann und Otto Knille arbeitete. Seinen Lebensunterhalt verdiente er mit Illustrationszeichnungen für Berliner humoristische Blätter wie „Schalk“ oder „Ulk“. 1882 soll er Schüler von Otto Seitz gewesen sein, der an der Münchner Kunstakademie das Fach Maltechnik unterrichtete. Dokumentiert ist Albrechts Einschreibung an der Kunstakademie zum Wintersemester 1883/84. Auch an den von Adolf Hölzel in Dachau geleiteten Studienaufenthalten nahm er teil. Ab 1888 wurde er ständiger Mitarbeiter der populären Zeitschriften und Familienblätter „Fliegende Blätter“, „Illustrierte Frauenzeitung“, „Jugend“, „Kladderadatsch“, „Leipziger Illustrirte Zeitung“, „Die Gartenlaube“ und „Schorer's Familienblatt“, 1890 auch der in New York kurzzeitig erscheinenden Zeitschrift „The Illustrated American“.
Albrecht lieferte auch die zeichnerischen Vorlagen zu Illustrationen für zahlreiche Buchausgaben, unter anderem für einige im Berliner Verlag „Kürschner's Bücherschatz“ erschienene Romane. Ernst Wilhelm Bredt, der den Eintrag zu Albrecht für das Allgemeines Lexikon der bildenden Künstler von der Antike bis zur Gegenwart verfasst hat, schätzte vor allem auch die Qualität und Frische seiner Skizzen, Zeichnungen und Aquarelle nach der Natur.
Nach Angaben im Dictionnaire des illustrateurs verwendete Albrecht gelegentlich das Pseudonym Othello; 1909 sei er freiwillig im Starnberger See aus dem Leben geschieden.
Albrecht wurde mit der Großherzoglich Sachsen-Weimar'schen Jubiläumsmedaille (gestiftet 1892) ausgezeichnet.

## Illustrationen (Auswahl)
- Der Sonnenstrahl oder Das Lied vom Käse. Illustrirt von Henry Albrecht. Max Marcus, Berlin 1877.
- Johannes von Dewall (d. i. August Kühne): Aus meinen Kadettenjahren. Lose Blätter. Hallberger, Stuttgart, Leipzig 1877.
- Johannes von Dewall (d. i. August Kühne): Der schöne Lehmann. Carl Krabbe, Stuttgart o. J.
- Siegbert Meyer: Percival. Leipzig 1882 (12 Illustrationen).
- Walther Gottheil: Berliner Märchen. Walther & Apolant, Berlin 1881, 1882.
- Friedrich Wilhelm Hackländer: Bilder aus dem Leben. Krabbe, Stuttgart 1886.
- Berthold Auerbach-Galerie. Zwölf Lichtdrucke zu den Schwarzwälder Dorfgeschichten (…) nach Zeichnungen von Henry Albrecht. J. Rentel, Potsdam, ca. 1890.
- Hermann Vogt: Auf und nieder. Sportroman. Carl Krabbe, Stuttgart 1890 (100 Illustrationen).
- Auf der Wiesen! Das Octoberfest in München. 1895.
- Jahrmarkt. Ein lustiges Gesellschaftsspiel: Maier, Ravensburg 1896.
- Hermann Ferschke: Papa Wrangel. Heitere Geschichten aus seinem Leben. Carl Krabbe, Stuttgart 1896.
- Anton Andrea: Ein moderner Dämon. Kürschner’s Bücherschatz, H. Hillger, Berlin 1897 (25 Illustrationen).
- Victor Blüthgen: Ein Friedensstörer. Kürschner’s Bücherschatz, Berlin 1897 (25 Illustrationen).
- Porterhouse, d. i. Petr Boborykin: An der Seite des Mörders. Der Leichnam. Kürschner’s Bücherschatz, Berlin 1897 (25 Illustrationen).
- Konrad Fischer-Sallstein: An Bord der Königin Elsbeth. Erzählung. Kürschner’s Bücherschatz, Hillger, Berlin 1897 (20 Illustrationen).
- Anton Freiherr von Perfall: Die Tragödin. Kürschner’s Bücherschatz, Berlin 1897.
- F. Reusch: Smollis!. Leipzig 1878 (22 Illustrationen).
- Paul von Schönthan: Die zwei Grazien. Die Königin de Luft. C. Krabbe, Stuttgart (1900).
- Tier-A-B-C: Ein Bilderbuch. J. F. Schreiber, Eßlingen und München o. J.(1900), mit 6 feinen Aquarellen und 24 Bildern in Farben- und Tondruck (…).
- Carl Waldmann (d. i. Karl Schlenker): Der Strampelpeter. Maier, Ravensburg 1902, 1903, 1907.
- Das Kunstgewerbe als Faktor der Volksbildung. 1903.

### Einzelblätter (Auswahl)

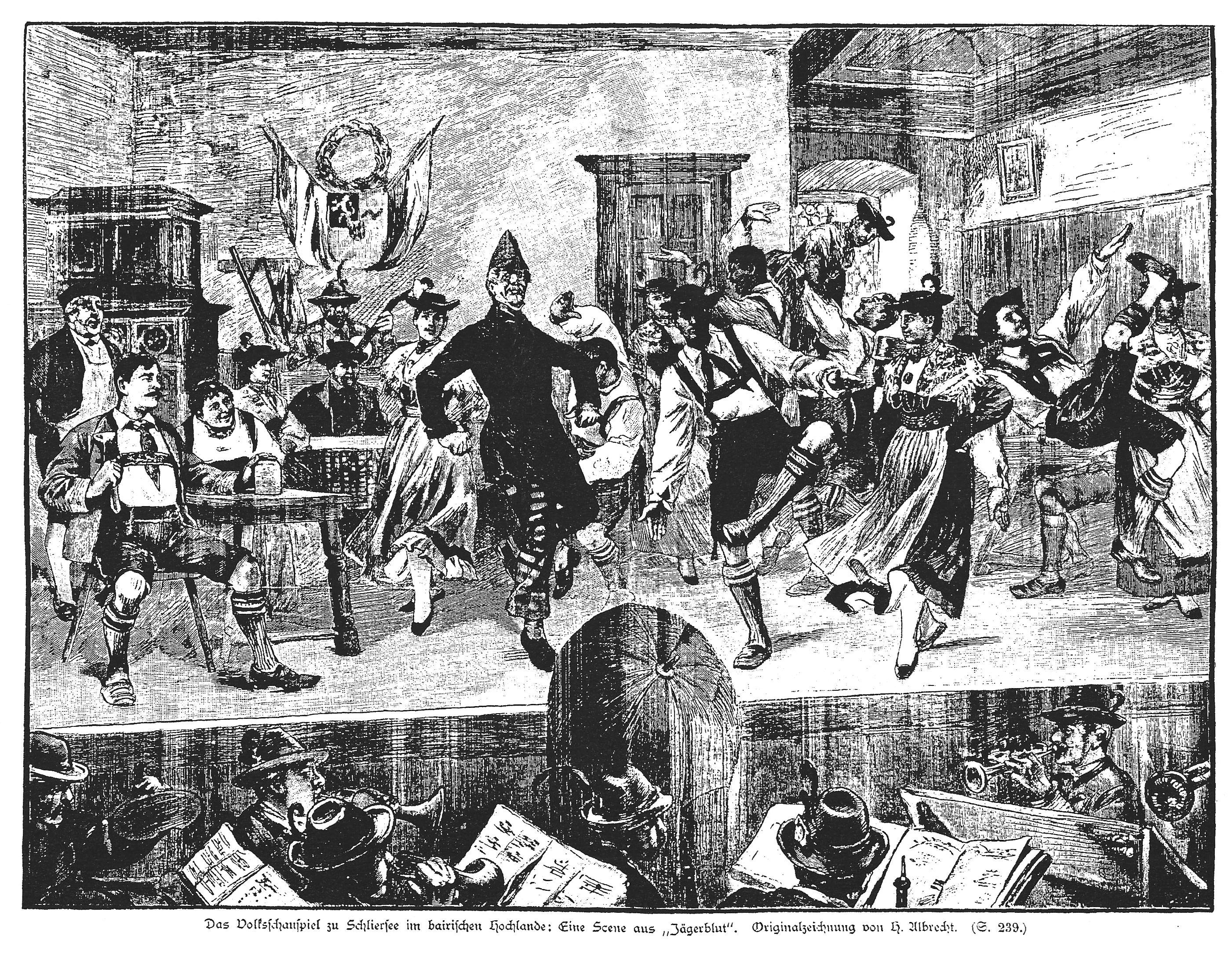
Das Volksschauspiel zu Schliersee im bairischen Hochland. Eine Szene aus „Jägerblut“.

- Clown-Abend im Circus. Bilderbogen. Kaspar Braun & Friedrich Schneider, München.
- Die Verlobung in der Sylvesternacht. Holzstich von R. Brend'amour nach Zeichnung von Henry Albrecht: 1884 .
- Kurpromenade in Baden-Baden, Sommer 1887. Holzstich nach Zeichnung von Henry Albrecht, In: Deutsche Illustrierte Zeitung. Band VI, 1886/87.
- Das Volksschauspiel zu Schliersee im bairischen Hochland. Eine Szene aus „Jägerblut“. Holzstich nach Zeichnung von Henry Albrecht, In: Illustrirte Zeitung. Nr. 2617, 26. August 1893.

## Archivalien
- Brief an August Berthold Auerbach, München, 17. November 1882; mit Federzeichnung. Münchner Stadtbibliothek / Monacensia.